# 1999 في كوريا الجنوبية
فيما يلي قوائم الأحداث التي وقعت خلال عام 1999 في كوريا الجنوبية.

## ظهور
- 1 يناير – فلاي تو ذا سكاي

## أفلام
من الأفلام التي صدرت هذه السنة في كوريا الجنوبية:
- 12 يونيو – ذا رينغ فايروس

## مواليد

### مارس
- 5 مارس – يري مغنية كورية جنوبية.

### مايو
- 29 مايو – بارك جيهون مغني كوري جنوبي.

### سبتمبر
- 22 سبتمبر – كيم يو جونغ ممثلة و عارضة من كوريا الجنوبية.